# Гордіївська сільська рада (Тростянецький район)
| Гордіївська сільська рада — колишній орган місцевого самоврядування у Тростянецькому районі Вінницької області з адміністративним центром у с. Гордіївка. Сільській раді були підпорядковані населені пункти: - с. Гордіївка - с. Велика Стратіївка - с. Митківка |

## Склад ради
Рада складалася з 17 депутатів та голови.

## Керівний склад сільської ради
| ПІБ                          | Основні відомості                                                 | Дата обрання | Дата звільнення |
| ---------------------------- | ----------------------------------------------------------------- | ------------ | --------------- |
| Остапчук Леонід Сергійович   | Сільський голова, 1954 року народження, освіта, безпартійний      | 26.03.2006   | 01.08.2008      |
| Штефанюк Володимир Федорович | Сільський голова, 1969 року народження, освіта, безпартійний      | 15.03.2009   | 31.10.2010      |
| Штефанюк Володимир Федорович | Сільський голова, 1969 року народження, освіта вища, безпартійний | 31.10.2010   |                 |

Примітка: таблиця складена за даними джерела